# 大川賞
大川賞（おおかわしょう）は情報・通信分野における研究、技術開発および事業において顕著な貢献を果たした人物に贈られる賞。公益財団法人大川情報通信基金から賞状、および副賞としての金メダルと賞金1000万円が贈呈される。
1992年から始まり、1996年からは日本人研究者と日本国外の研究者が1名ずつ表彰されている。

## 受賞者
- 1992年: 網島毅
- 1993年: 高木昇
- 1994年: 喜安善市
- 1995年: 坂井利之
- 1996年: ロトフィ・ザデー / 西澤潤一
- 1997年: ジョン・ウィナリー（英語版） / 斎藤成文
- 1998年: ルイス・M・ブランズカム（英語版） / 平山博
- 1999年: ウォルター・A・ローゼンブリス（英語版） / 熊谷信昭
- 2000年: ウィリアム・F・ミラー（英語版） / 岡村總吾
- 2001年: レナード・クラインロック / 本多波雄
- 2002年: トーマス・E・エバーハート（英語版） / 飯島泰藏
- 2003年: ミッシャ・シュワルツ（英語版） / 嵩忠雄
- 2004年: ラジ・レディ / 坂村健
- 2005年: トーマス・S・フアン（英語版） / 堀内和夫
- 2006年: ヘルヴィック・コーゲルニック（英語版） / 末松安晴
- 2007年: J.K.アガワル（英語版） / 金出武雄
- 2008年: アディ・シャミア / 今井秀樹
- 2009年: トマソ・ポッジオ（英語版） / 川人光男
- 2010年: チャールズ・H・ベネット / 山本喜久
- 2011年: イングリッド・ドブシー / 村井純
- 2012年: ヴィクター・ズー（英語版） / 古井貞熙
- 2013年: デイビット・E・カラー（英語版） / 吉田進
- 2014年: オリヴィエ・フォージェラ（フランス語版） / 池内克史
- 2015年: ハイミー・カーボネル（英語版） / 辻井潤一
- 2016年: ジョン・L・ヘネシー / 相磯秀夫
- 2017年: デヴィッド・J・クック（英語版） / 米澤明憲
- 2018年: コンスタンス・チャン－ハスナイン（英語版） / 小山二三夫
- 2019年: マーティン・ケイ（英語版） / 長尾真
- 2020年: ロバート・M・グレイ（英語版） / 安田靖彦
- 2021年: ジョン・オサリヴァン / 宮原秀夫
- 2022年: シュリー・K・ナイヤー（英語版） / 浅川智恵子
- 2023年: ヨシュア・ベンジオ / 宮野悟
- 2024年: ロバート・バイヤー（英語版） / 伊賀健一